# Мартин, Фрэнсис Мэрион
Фрэнсис Мэрион Мартин (англ. Francis Marion Martin; 1 апреля 1830, округ Ливингстон, Кентукки — 11 июня 1903) — американский политик, 14-й вице-губернатор Техаса.

## Биография
Фрэнсис Мартин родился в округе Ливингстон, штат Кентукки, в семье Джеймса и Элизабет (урожденной Кофилд) Мартин. Его мать умерла, когда ему не было и года, а отец умер в 1838 году. Затем Мартин воспитывался в семье У. Н. Ходжа (англ. W. N. Hodge), на чьей дочери Мэри он женился в 1850 году.
Мартин всего лишь год проучился в школе, после чего стал работать лодочником на реках Огайо и Миссисипи, продавцом в магазине и торговцем, а в 1853 году переехал в Техас. Он сначала поселился в Джефферсоне, но в том же году перебрался в округ Наварро, где занялся сельским хозяйством и скотоводством. В конечном итоге он стал хозяином 1500 акров земли.
В 1859 году Сэм Хьюстон был избран губернатором Техаса, а Мартин, будучи его сторонником, стал сенатором штата. Он призывал свой округ выступить против сецессии 1861 года, но после начала гражданской войны присоединился к 20-му кавалерийскому полку армии КША, где служил капитаном до 1862 года.
В 1875 году Мартин был избран делегатом конституционного конвента штата, на котором был членом нескольких комитетов, в том числе образования, финансов и развития. В 1878 и 1880 годах Мартин побеждал на выборах в Сенат Техаса от Демократической партии, а в 1882 году был избран вице-губернатором штата.
Несмотря на своё слабое образование, Мартин был хорошим дебатором. В 1886 году при поддержке Рыцарей труда, фермерских альянсов и сторонников «сухого закона» Мартин выдвинул свою кандидатуру на пост губернатора от Демократической партии, однако потерпел поражение. Во время избирательной кампании он выступал за продажу государственных земель проживающим на них людям, а не спекулянтам и крупным землевладельцам.
В 1888 году Партия «сухого закона» вновь выдвинула его кандидатом в губернаторы штата. На выборах Мартин набрал 98 447 голосов избирателей (28 %). В 1892 и 1894 годах Популистская партия США номинировала Мартина на должность вице-губернатора, однако плохое здоровье заставило его уйти из общественной жизни.
Мартин умер 11 июня 1903 года и был похоронен в Корсикане.

### Личная жизнь
У Мэри Ходж и Фрэнсиса Мартина родились семь детей. В 1866 году Мэри умерла. В 1877 году Мартин женился на Энжи Харл, которая родила ему ещё троих детей.